# Strada Federale 100 (Austria)
La Drautal Straße è una strada federale austriaca che connette la città di Villaco all'Italia con i suoi 135,6 km.

## Percorso
La Drautalstraße inizia a Villaco. Percorrendo la Drava, arriva a Spittal an der Drau, costeggiata dalla Tauern Autobahn (A13). Dopo Spittal an der Drau, la strada entra nella Valle della Drava, raggiungendo il centro di Lurnfeld. L'ultimo tratto che prosegue verso Lienz nella Val Pusteria e poi verso il confine con l'Italia è costeggiato dalla Ferrovia San Candido-Maribor e dalla Ciclabile della Drava.

## Collegamenti con altri progetti Wikimedia
- Wikimedia Commons contiene immagini o altri file su Strada Federale 100